# Гамлет (пьеса Сумарокова)
«Гамлет» — трагедия русского писателя Александра Сумарокова, опубликованная в 1748 году и впервые поставленная на сцене в 1750 году. Основана на одноимённой пьесе Уильяма Шекспира, стала одной из первых трагедий в русской литературе.

## Сюжет
Сумароков написал трагедию, используя имена шекспировских персонажей и отдельные сюжетные ходы оригинального «Гамлета», но при этом ввёл совершенно новую основную интригу. В его пьесе отца Гамлета убивают Полоний и Гертруда, ставшая после этого женой Клавдия (о его родстве с убитым ничего не сообщается). Клавдий решает убить супругу, чтобы жениться на Офелии. Гамлету тоже грозит опасность, но он одерживает победу. Полоний совершает самоубийство, Гертруда уходит в монахини, главный герой становится королём и в финале готовится к женитьбе на Офелии.
Автор сам признавал, что его пьеса имеет мало общего с шекспировской: «„Гамлет“ мой, кроме монолога в окончании третьего действия и Клавдиева на колени падения, на Шекеспирову трагедию едва ли походит». Тень отца Гамлета появляется у Сумарокова только во сне главного героя, нет эпизода с придворным спектаклем, нет могильщиков, Розенкранца и Гильденстерна, Фортинбраса. Сюжет в целом и характеристики отдельных персонажей преобразованы в соответствии с правилами французского классицизма. Герои говорят рифмованными стихами, высокопарным слогом, а главная цель драматурга — решение «политико-воспитательных» задач.

## Создание и оценки
Остаётся неясным, с каким именно вариантом шекспировского текста работал Сумароков, создавая свою пьесу, — оригинальным или переводным. Распространено мнение, что он не знал английского языка и использовал прозаический франкоязычный пересказ П.-A. де Лапласа (по одной из версий, ещё и поэтический перевод монолога «Быть или не быть», созданный Вольтером). При этом в перечне книг, которые драматург выписывал в академической библиотеке в 1746—1748 годах, есть издание Шекспира на языке оригинала.
«Гамлет» был опубликован в 1748 году. Традиционные оппоненты Сумарокова Михаил Ломоносов и Василий Тредиаковский подвергли пьесу жёсткой критике, но она всё же много раз переиздавалась (только в 1780-х годах — шесть раз) и ставилась на сцене. Первая постановка состоялась в 1750 году, в Первом кадетском корпусе. После прихода к власти Екатерины II в 1762 году трагедия исчезла из репертуаров российских театров, так как в ней начали видеть отсылку к реальным событиям: наследник престола Павел Петрович стал «русским Гамлетом».
Позже, когда существенно изменились литературные вкусы, Сумарокова начали критиковать за отход от шекспировских принципов. Александр Пушкин назвал драматурга «несчастнейшим из подражателей», Павел Флоренский писал об «издевательстве над Шекспиром». При этом исследователи отмечают, что «Гамлет» наряду с другими пьесами Сумарокова сыграл «решающую роль в формировании русского трагического репертуара».